# كاري فينلاي
كاري فينلاي هي ممثلة كندية، ولدت في 19 سبتمبر 1986 في مونتريال في كندا.

## وصلات خارجية
- كاري فينلاي على موقع IMDb (الإنجليزية)
- كاري فينلاي على موقع قاعدة بيانات الفيلم (الإنجليزية)